# Nyílt tengeren (film)
A Nyílt tengeren (eredeti cím: Open Water)  egy 2003-ban bemutatott amerikai horror Chris Kentis rendezésében. A történet egy amerikai házaspárról szól, akik nyaralás közben részt vesznek egy búvárkodáson, ahol véletlenül ott hagyják őket a nyílt tengeren. 
A film állítólag Tom és Eileen Lonergan történetén alapszik, akik 1998-ban egy búvárcsoporttal, az Outer Edge Dive Company-val kimentek a Nagy-korallzátonyhoz, és véletlenül elmaradtak csoportjuktól, miután a legénység nem vette pontosan számba a létszámot.
A film költségvetése 120 000 dollárba került, majd miután bemutatták a Sundance filmfesztiválon, a Lions Gate Entertainment felvásárolta a jogokat és további 8 millió dollárt költött a forgalmazásra és a marketingre. A produkció végül 55 millió dolláros bevételt termelt, ebből 30 millió dollárt az észak-amerikai pénztáraknál.
A forgatás megkezdése előtt tanulmányozták a Lonergan-házaspár történetét, a készítők beszéltek Matt Lauer amerikai televíziós személyiséggel, híradóssal, aki korábban interjút készített két búvárral, Richard Neely-vel és Ally Daltonnal, akiket egy merülés során a csoportja szintén otthagyott a nyílt tengeren 2008. május 21-én.

## Cselekmény
Daniel Kintner és Susan Watkins csalódott, hogy nem tudnak elég időt egymással tölteni, annak ellenére, hogy mindketten keményen dolgoznak. Úgy döntenek, hogy elmennek nyaralni, ahol a második nap részt vesznek egy csoportos búvárkodáson. Az utasok számát 20 főben veszik nyilvántartásba. Daniel és Susan úgy döntenek, hogy víz alatt tartózkodva rövid időre elválnak a csoporttól. Fél órával később a csoport visszatér a hajóra. Két tagját véletlenül kétszer számolják, ezért az ezért felelős szervező úgy gondolja, hogy mindenki visszatért a hajóra és elhagyják a helyet. Daniel és Susan eközben még mindig víz alatt vannak, nem tudva, hogy a többiek visszatértek a hajóra. Amikor a felszínre érnek, akkor látják, hogy a hajó elment. Úgy vélik, hogy a csoport hamarosan visszatér, hogy felvegye őket.
A tengerben sodródva Daniel és Susan lassan ráébred, hogy hajójuk nem tér vissza értük. Küzdenek az éhezés és a mentális kimerültség ellen, és rájönnek, hogy valószínűleg messze sodródtak a merülési helytől. Azt is felismerik, hogy a cápák körbeforgatják őket a felszín alatt. Hamarosan megjelenik egy medúza, mindkettőjüket megcsípve. Susan kap egy kis cápaharapást a lábán, de nem veszi azonnal észre és később, mikor lemerül, hogy megnézze mi történt, Daniel sem árulja el neki. Később egy cápa megharapja Danielt is, és a seb hamarosan vérezni kezd. Hamarosan beesteledik és bár az éjszaka vihar tombol a tengeren, annak elülte után a cápák visszatérnek és megölik Danielt. Másnap reggel Daniel és Susan holmiját észreveszi a hajón a legénység egy tagja, és rájön, hogy ezeket a merülési helyen kellett hagyni. Megkezdődik a pár keresése.
Susan rájön, hogy Daniel meghalt, és elengedi a vízbe, ahol a cápák megtámadják és a víz alá húzva szétmarcangolják a testét. Egy idő után Susant is cápák veszik körül. A nő még utoljára körbenéz, és mivel nem látja mentőcsoport érkezését, vagy erre utaló jelet, leveti védőfelszerelését, majd a víz alá bukva megfullad, mielőtt a cápák megtámadhatnák. 
A zárójelenetbe egy megölt és kifogott cápa látható, amelynek felnyitják a gyomrát, amiben egy búvárkamerát találnak, ami látszólag Danielé és Susané is lehetett. Az egyik halász megkérdezi a másiktól: "Kíváncsi vagyok, hogy mi történhetett a gazdájával"

## Szereposztás
| Szerep         | Színész               | Magyar hang        |
| -------------- | --------------------- | ------------------ |
| Susan Watkins  | Blanchard Ryan        | Kisfalvi Krisztina |
| Daniel Kintner | Daniel Travis         | Stohl András       |
| Seth           | Saul Stein            | Orosz István       |
| Estelle        | Estelle Lau           |                    |
| Davis          | Michael E. Williamson | Janovics Sándor    |
| Linda          | Cristina Zenato       | Németh Borbála     |
| Junior         | John Charles          |                    |

## Forgatás
A film készítői élő cápákkal dolgoztak a forgatás során, szemben például  A cápában évtizedekkel korábban látható mechanikus, vagy az 1999-es Háborgó mélység számítógépes technológiával előállított állataival. A filmben a cápák autentikus viselkedésének bemutatására törekedtek, szemben sok más hasonló témájú filmmel. A történetet inspiráló valós események a Csendes-óceán déli részén zajlottak, a forgatási helyszínek ezzel szemben a Atlanti-óceán, a Bahama-szigetek, a Virgin-szigetek, valamint a Grenadine-szigetek és Mexikó voltak.

## Bevétel
A film költségvetését a Box Office Mojo 120,000-500,000 dollár közé tette, míg a bevételi oldalon 55 millió dollárt termelt. A nyitóhétvégéjén 47 moziban vetítették és egymillió dollárt hozott a készítőknek.

## Kritikai visszhang
A Nyílt tengeren többségében pozitív kritikát kapott. A Rotten Tomatoes oldalán 192 értékelés alapján 72%-on állt. A konszenzus a következő: "Alacsony költségvetésű thriller néhány intenzív pillanattal."
A Metacriticen 100-ból 63 pontot kapott, 38 kritikus véleménye alapján.
A legtöbb kritikus dicsérte a filmet az intenzitásért és a szakszerűen minimalista filmkészítésért. 

## Díjak és jelölések
| Díj                      | Kategória                                  | Jelölt         | Eredmény |
| ------------------------ | ------------------------------------------ | -------------- | -------- |
| Szaturnusz-díj           | Szaturnusz-díj a legjobb horrorfilmnek     |                | Jelölve  |
| Szaturnusz-díj           | Szaturnusz-díj a legjobb női főszereplőnek | Blanchard Ryan | Elnyerte |
| Fangoria Chainsaw Awards | A legjobb női főszereplő                   | Blanchard Ryan | Jelölve  |
| Fangoria Chainsaw Awards | A legrosszabb film                         |                | Jelölve  |
| Golden Trailer Awards    | A legjobb thriller                         |                | Elnyerte |
| Golden Trailer Awards    | A legjobb független film                   |                | Jelölve  |

## Folytatások
2006-ban készítették el a Nyílt tengeren 2.: Elsodródva, 2017-ben pedig a Nyílt tengeren: Cápák között című filmet. Előbbi alkotásnak témájában semmi köze sincs a másik két filmhez, nem cápás film, készítői PR-fogásként változtatták meg az eredeti címet.

## További információ
- Hivatalos oldal
- Nyílt tengeren a PORT.hu-n (magyarul)
- Nyílt tengeren az Internet Movie Database-ben (angolul)
- Nyílt tengeren a Rotten Tomatoeson (angolul)
- Nyílt tengeren a Box Office Mojón (angolul)
- Nyílt tengeren az AllMovie oldalon (angolul)